# 7504 Kawakita
7504 Kawakita è un asteroide della fascia principale. Scoperto nel 1997, presenta un'orbita caratterizzata da un semiasse maggiore pari a 3,1718476 UA e da un'eccentricità di 0,1993107, inclinata di 1,24316° rispetto all'eclittica.